# Planes de San Antonio
Planes de San Antonio är en ort i Mexiko.   Den ligger i kommunen Xichú och delstaten Guanajuato, i den centrala delen av landet, 230 km nordväst om huvudstaden Mexico City. Planes de San Antonio ligger 2 396 meter över havet och antalet invånare är 121.
Terrängen runt Planes de San Antonio är varierad. Runt Planes de San Antonio är det glesbefolkat, med 15 invånare per kvadratkilometer. Närmaste större samhälle är Xichú, 7,2 km öster om Planes de San Antonio. I omgivningarna runt Planes de San Antonio växer huvudsakligen savannskog.